# Métis

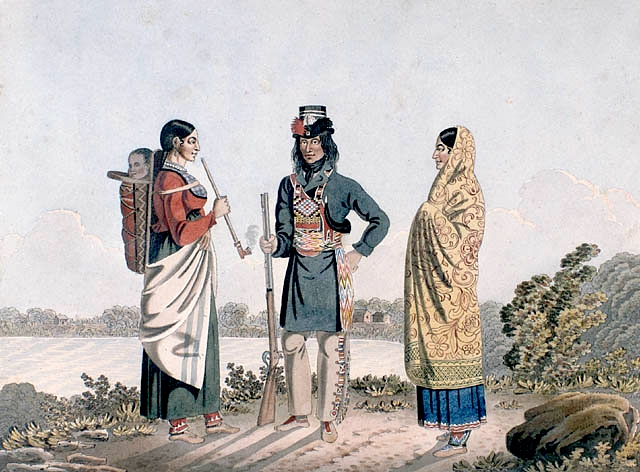
Un hombre métis y sus dos esposas, en torno a 1825-1826.

Los métis (o francomestizos) son un grupo étnico de Canadá. Se los considera un grupo étnico independiente. Esta comunidad de ascendencia mestiza consiste en los individuos descendidos de uniones de mujeres de las primeras naciones (amerindios canadienses) —particularmente los cree, ojibwa y saulteaux— con empleados británicos y canadienses-franceses de la Compañía de la Bahía de Hudson.
Su territorio aproximadamente incluye las tres provincias de la pradera (Manitoba, Alberta y Saskatchewan), partes de Ontario, Columbia Británica, y los Territorios del Noroeste, así como partes del norte de los Estados Unidos (p.e., Dakota del Norte y Montana).

## Historia
Su historia nace a mediados del siglo XVII. Después de algunas generaciones, emergió una cultura distintiva que incorporó elementos europeos y aborígenes y los métis llegaron a considerarse a sí mismos como un grupo étnico independiente tanto de los europeos como de los amerindios. Han sido reconocido como tal desde el siglo XVIII.
Los métis se opusieron a la incorporación de Territorios del Noroeste, Manitoba, Alberta, y Saskatchewan a Canadá, porque consideraban que ello amenazaba su propia existencia. Las tensiones culminaron en la captura de Winnipeg en 1869 y el establecimiento allí de un gobierno provisional métis, encabezado por Louis Riel. Este breve intento de crear una patria independiente fue sofocado por el gobierno canadiense el año siguiente, y los caudillos métis huyeron a los Estados Unidos. Un segundo intento, en 1885, finalizó con la captura y la ejecución de Louis Riel. Desde entonces los métis se han integrado generalmente en la sociedad canadiense, aunque al igual que los pueblos aborígenes sufren pobreza y marginación, y muchos viven en reservas.

## Cultura
Tradicionalmente, los métis de ascendencia anglosajona (descendientes de escoceses u orcadianos) hablaban una versión criolla del idioma escocés llamado «bungee», mientras que los métis de ascendencia francesa hablaban una lengua criolla francesa llamada «michif» (con varios dialectos regionales). Michif (un deletreo fonético de la pronunciación métis de métif, una variante de métis) también se utiliza como nombre del pueblo métis. El nombre es más comúnmente aplicado a los descendientes de las comunidades métis en lo que hoy es Manitoba meridional. 

## Estatus
Las estimaciones sobre el número de los métis varían desde unos 300.000 hasta 700.000 o más. En septiembre de 2002, el pueblo métis adoptó una definición nacional de «métis» para ciudadanía dentro de la «Nación de los Métis». De acuerdo con esta definición, se estima que hay entre 350.000 y 400.000 ciudadanos de la «Nación de los Métis» en Canadá. Muchos métis clasifican como métis a cualquier persona que pueda probar que un antepasado haya solicitado una escritura de tierras o escritura de dinero como parte de los tratados del siglo XIX con el gobierno canadiense.
Los métis no son reconocidos como una primera nación (entidad amerindia) por el gobierno canadiense y no reciben las ventajas concedidas a las primeras naciones. Sin embargo, la nueva constitución canadiense de 1982 reconoce a los métis como descendientes de pueblos aborígenes y ha permitido que métis demanden individualmente, con mucho éxito, por el reconocimiento de sus derechos tradicionales, tales como los derechos de cazar y atrapar. En 2003, una resolución legal de una corte en Ontario deliberó que los métis merecen los mismos derechos que otras comunidades aborígenes en Canadá.

## Genocidio
Un informe de la policía montada de Canadá llegó a la conclusión de que se había cometido un genocidio contra niñas y mujeres de este grupo étnico: más de mil mujeres fueron asesinadas entre 1980 y 2012.
«Sixties scoop» se refiere a la remoción a gran escala o «recogida» de niños indígenas de sus hogares, comunidades y familias de nacimiento durante la década de 1960, y su posterior adopción en familias de clase media predominantemente no indígenas en todo Estados Unidos y Canadá. Esta experiencia dejó a muchos adoptados con un sentido perdido de identidad cultural. La separación física y emocional de sus familias biológicas continúa afectando a los adultos adoptados y las comunidades indígenas hasta el día de hoy.
Sinclair, Niigaanwewidam James, and Sharon Dainard. «Sixties Scoop.»  The Canadian Encyclopedia. Historica Canada. Article published June 21, 2016; Last Edited November 13, 2020.